# Рабиша
Раби́ша (болг. Рабиша) — село у Видинській області Болгарії. Входить до складу общини Белоградчик.

## Населення
За даними перепису населення 2011 року у селі проживали 280 осіб.
Національний склад населення села:
| Національність   | Кількість осіб | Відсоток |
| ---------------- | -------------- | -------- |
| болгари          | 212            | 77,9%    |
| цигани           | 58             | 21,3%    |
| Всього відповіли | 272            |          |

Розподіл населення за віком у 2011 році:
Динаміка населення: